# Narcissu: Side 2nd
Narcissu -Side 2nd- est un jeu vidéo de type visual novel développé par Stage-nana et est la préquelle du visual novel Narcissu.  Une première version d'aperçu a été vendue au Comiket 70 pour ¥200, et est depuis sortie en téléchargement gratuit. Le 15 mai 2007, le jeu entier a été publié et téléchargeable sur le site web de stage-nana.  La version anglaise a été publiée le 31 mars 2010 par Randy « Agilis » Au, après près de 3 ans « de sang, de sueur et de dur labeur ». Comme la version japonaise, cette version contient à la fois la préquelle et le jeu original. La traduction a été effectuée grâce au logiciel PONscripter, un fork du logiciel ONscripter lui-même clone de NScripter, qui prend en charge l'alphabet anglais par opposition à NScripter qui lui, ne le supporte pas. De plus, Side 2nd comprend les bandes sonores des deux jeux accessibles à partir du menu du jeu.
Le jeu est sorti en anglais le 31 mars 2010 avec les deux jeux inclus avec la possibilité de choisir différentes traductions (celle de Randy « Agilis » Au ou celle de Peter « Haeleth » Jolly). Le jeu est jouable avec ou sans doublage, le mode sans doublage étant la manière de parcourir l'œuvre préférée et conseillée par le créateur. Il a été dit qu'il y avait des incohérences dans le jeu original, comme Setsumi ne mentionnant jamais Himeko, mais le créateur du jeu il demande si le joueur pourrait « penser à cela comme elle, tout simplement ne pas l’exprimer directement ».
Toutes les illustrations dans le jeu ont été dessinés par Goto-P excepté pour une image faite par Yuuki Tsukasa et une image de Yuka par Kyalme. L'équipe de Cotton-soft a aussi a apporté de l'aide au niveau du design, du système de jeu et à l'édition sonore.

## Intrigue
Ce jeu sert de préquelle au premier jeu, l'intrigue tourne autour Setsumi, la protagoniste du visual novel d'origine, ainsi que les personnes et les circonstances qui ont formé le personnage comme présenté dans le premier jeu.
Narcissu -Side 2nd- se déroule environ 6 à 7 ans avant les événements du jeu initial Narcissu. Alors que Setsumi était encore juste une ambulatoire régulière vivant chez elle près de l'hôpital, nous rencontrons Himeko, une ex-bénévole du 7e étage de l'hôpital. Enthousiaste et pleine d'énergie, personne ne s'attendait à ce qu'elle soit un jour patiente dans la même salle où elle avait passé tant de temps à faire du bénévolat. Un jour d'été, alors que Setsumi se rendait à l'hôpital pour un examen, Setsumi rencontre Himeko et un long été commence alors...

## Personnages
Himeko Shinohara
Voix japonaise : Natsumi Yanase
Une résidente du 7e étage de 23 ans qui adore les voitures et les cartes routières. Elle se décrit comme une « fausse catholique ».
Setsumi Sakura
Voix japonaise : Rino Ayakawa
Une fille silencieuse de 15 ans qui se lie d'amitié avec Himeko et l'appelle « Onee-san ».
Chihiro Shinohara
Voix japonaise : Yuko Goto
La petite sœur de Himeko. Une chrétienne pieuse avec une personnalité aimable et elle est une bénévole du 7e étage.
Yuka Akishima
Voix japonaise : Yukiko Iwai
La meilleure amie d'Himeko. Elle a un caractère de tsundere et est très féminine, tout l'opposé de Himeko.
Petite fille
Voix japonaise : Mamiko Noto
Une patiente du 7e étage dont Himeko devait s'occuper. C'est une fille pure et innocente qui souhaite revoir ses parents.
La mère de Setsumi
Une personne brillante et joyeuse qui travaille dur pour payer les frais d'hospitalisation de Setsumi.

## Système de jeu
Narcissu: Side 2nd a un gameplay minimal au sens traditionnel. L'interaction se limite à cliquer pour faire avancer le texte, les graphiques et le son, bien que le jeu dispose d'un mode de «lecture automatique» qui rend l'interaction inutile.
Narcissu ne propose aucun choix à faire contrairement à beaucoup de visual novels, on classe ce visual novel dans la catégorie des kinetic novels.
Les personnages sont interprétés par des doubleurs qui se sont enregistrés pendant leur temps libre. Les voix sont cependant facultatives ; le jeu est jouable en mode doublé ou non.

## Version française
La version française a été produite par Kawa-Soft. Elle est disponible sous Windows, Linux et Mac.
Elle comporte deux traductions distinctes se basant elle-même sur la traduction anglaise de Peter « Haeleth » Jolly et de Randy « Agilis » Au. Elle comporte également une version corrigée de l'œuvre originale, Narcissu.
Le joueur peut choisir l'une des deux traductions avant de lancer le jeu ; celle de Kohaku ou celle de Mereck.
La traduction de Kohaku a été faite de sorte à être le plus fluide possible afin que le lecteur oublie que ce soit une traduction alors que celle de Mereck essaye de coller le plus à l'œuvre originale.

## Bande sonore
Vous trouverez ci-dessous la bande sonore utilisée dans Narcissu: Side 2nd. De nombreux musiciens ont fourni de la musique pour le jeu, certains étant des musiciens ayant déjà travaillé pour le jeu précédent et d'autres seulement pour cette préquelle.
| No  | Titre                                                                                                 | Durée |
| --- | --- | ----- |
| 1.  | Narcissus (Paroles de Riya, musique créée par Hajime Kikuchi et performance vocale de Eufonius)       |       |
| 2.  | Rumbling Viaduct 2007 (Composé et arrangé par Ebi - sound Union)                                      |       |
| 3.  | Himeko's Theme (Composé et arrangé par Ebi - sound Union)                                             |       |
| 4.  | Suppressed Lies (Composé et arrangé par Ryo Mizutsuki)                                                |       |
| 5.  | Pineapple Tree (Composé et arrangé par Barbarian On The Groove)                                       |       |
| 6.  | South-Facing Window (Composé et arrangé par Souten)                                                   |       |
| 7.  | Roadster (Composé et arrangé par ONOKEN)                                                              |       |
| 8.  | For Whose Sake (Composé et arrangé par SENTIVE)                                                       |       |
| 9.  | Lamune '79 (Composé par Hitoshi Fujima - Elements Garden, arrangé par Akira Kannai - TGZ)             |       |
| 10. | Morning View (Composé et arrangé par Ryo Mizutsuki)                                                   |       |
| 11. | Narcissus Instrumental Version (Composé et arrangé par Hajime Kikuchi)                                |       |
| 12. | Showery Sky (Composé et arrangé par Ebi - Sound Union)                                                |       |
| 13. | Evening Primrose (Composé par 443, arrangé par Nekono Kometto)                                        |       |
| 14. | 15cm (Composé par Takashi - Σ-sigma-, musique créée par sin - Σ-sigma- et performance vocale de KAKO) |       |